# فيل روفين
فيل روفين (بالإنجليزية: Phil Ruffin)‏ هو شخصية أعمال أمريكي، ولد في 1936 في مقاطعة بوتر في الولايات المتحدة.